# Clairvillia breviforceps
Clairvillia breviforceps är en tvåvingeart som beskrevs av Fritz Isidore van Emden 1954. Clairvillia breviforceps ingår i släktet Clairvillia och familjen parasitflugor. Inga underarter finns listade i Catalogue of Life.